# Duxbury (Vermont)
Duxbury es un pueblo ubicado en el condado de Washington en el estado estadounidense de Vermont. En el año 2010 tenía una población de 1,337 habitantes y una densidad poblacional de 11.9 personas por km².

## Geografía
Duxbury se encuentra ubicado en las coordenadas 44°18′46″N 72°46′26″O / 44.31278, -72.77389.

## Demografía
Según la Oficina del Censo en 2000 los ingresos medios por hogar en la localidad eran de $47,981 y los ingresos medios por familia eran $57,574. Los hombres tenían unos ingresos medios de $34,125 frente a los $27,031 para las mujeres. La renta per cápita para la localidad era de $20,707. Alrededor del 5% de la población estaban por debajo del umbral de pobreza.